# 坎诺比奥
坎诺比奥（義大利語：Cannobio），是意大利韦尔巴诺-库西亚-奥索拉省的一个市镇。总面积51平方公里，人口5153人，人口密度101.0人/平方公里（2009年）。ISTAT代码为103017。